# マル金チャレンジランド
マル金チャレンジランド（マルきんチャレンジランド）は、1996年4月から1998年まで、ニッポン放送をキーステーションにNRN各局で放送された中高生向けのラジオ番組。ベネッセコーポレーション（クレジット名は進研ゼミ）の提供。パーソナリティはLFクールK。末期は『マル金カウントダウン』→『ウルトラファイナルカウントダウン』として放送した。

## 概要
- 毎週1つのテーマからテレゴングを使用した電話投票によって投票を行う番組。投票した人の中で1人だけ、テレゴングのカットスルー機能を利用してパーソナリティと直接話をすることが出来た。

## 放送時間
- 放送時間　毎週金曜24：30～25：00

## ネット局
全局、上記の日時に同時ネットで放送していた。
| - ニッポン放送 - HBCラジオ - 青森放送 - IBC岩手放送 - 秋田放送 - 山形放送 - 東北放送 - ラジオ福島 - 茨城放送 | - 栃木放送 - 新潟放送 - 北日本放送 - 北陸放送 - 福井放送 - 山梨放送 - 信越放送 - 静岡放送 - 東海ラジオ | - KBS京都 - ABCラジオ - 和歌山放送 - 山陽放送 - 中国放送 - 山陰放送 - 山口放送 - 四国放送 - 西日本放送 | - 南海放送 - 高知放送 - KBCラジオ - 長崎放送 - 熊本放送 - 大分放送 - 宮崎放送 - 南日本放送 - ラジオ沖縄 |

## アシスタント
- LFクール犬

名前は「LFクール犬（けん）」「LFホット犬（けん）」「ポチ」の中から電話投票によって選ばれた。LFクールKの愛犬とされるが、実際は犬の鳴き声の効果音を流していた。